# Sigismondo Chigi
Sigismondo Chigi (nascido em 1649 em Roma, então capital dos Estados Papais, e morreu em 30 de abril de 1678 em Roma), foi um cardeal italiano do século XVII. Ele é sobrinho do Papa Alexandre VII e primo do cardeal Flavio Chigi (1657). Outros cardeais da família são Flavio Chigi iuniore (1753) e Flavio III Chigi (1873).

## Biografia
Sigismondo Chigi era um irmão da Ordem de São João de Jerusalém e prior desta Ordem em Roma. O Papa Clemente IX o criou cardeal no consistório de 12 de dezembro de 1667.
Chigi participa do conclave de 1669–1670 (eleição de Clemente X) e do conclave de 1676 (eleição de Inocêncio IX). Ele morreu em 1678 aos 29 anos de idade.

## Link Externo
- Biographie du cardinal sur le site fiu.edu